# Bandits
Bandits er en amerikansk krimikomediefilm fra 2001 instrueret af Barry Levinson og med Bruce Willis, Billy Bob Thornton og Cate Blanchett i hovedrollerne. Thornton og Blanchett blev nomineret til Golden Globe Awards for deres roller.

## Medvirkende
- Bruce Willis
- Billy Bob Thornton
- Cate Blanchett
- Troy Garity
- Brian F. O'Byrne
- Stacey Travis
- Bobby Slayton
- January Jones
- William Converse-Roberts
- Richard Riehle
- Peggy Miley
- Micole Mercurio
- Mildred Kronenberg
- Azura Skye
- Scott Burkholder
- Anthony Burch
- Sam Levinson
- Scout LaRue Willis
- Tallulah Belle Willis
- John Evans
- Kiersten Warren

## Ekstern henvisning
- Bandits på Internet Movie Database (engelsk)
- Bandits på Filmdatabasen
- Bandits på Scope
- Bandits på AlloCiné (fransk)
- Bandits på MovieMeter (nederlandsk)
- Bandits på AllMovie (engelsk)
- Bandits på Turner Classic Movies (engelsk)
- Bandits på The Movie Database (engelsk)
- Bandits på Rotten Tomatoes (engelsk)
- Bandits på Metacritic (engelsk)